# Растительное масло

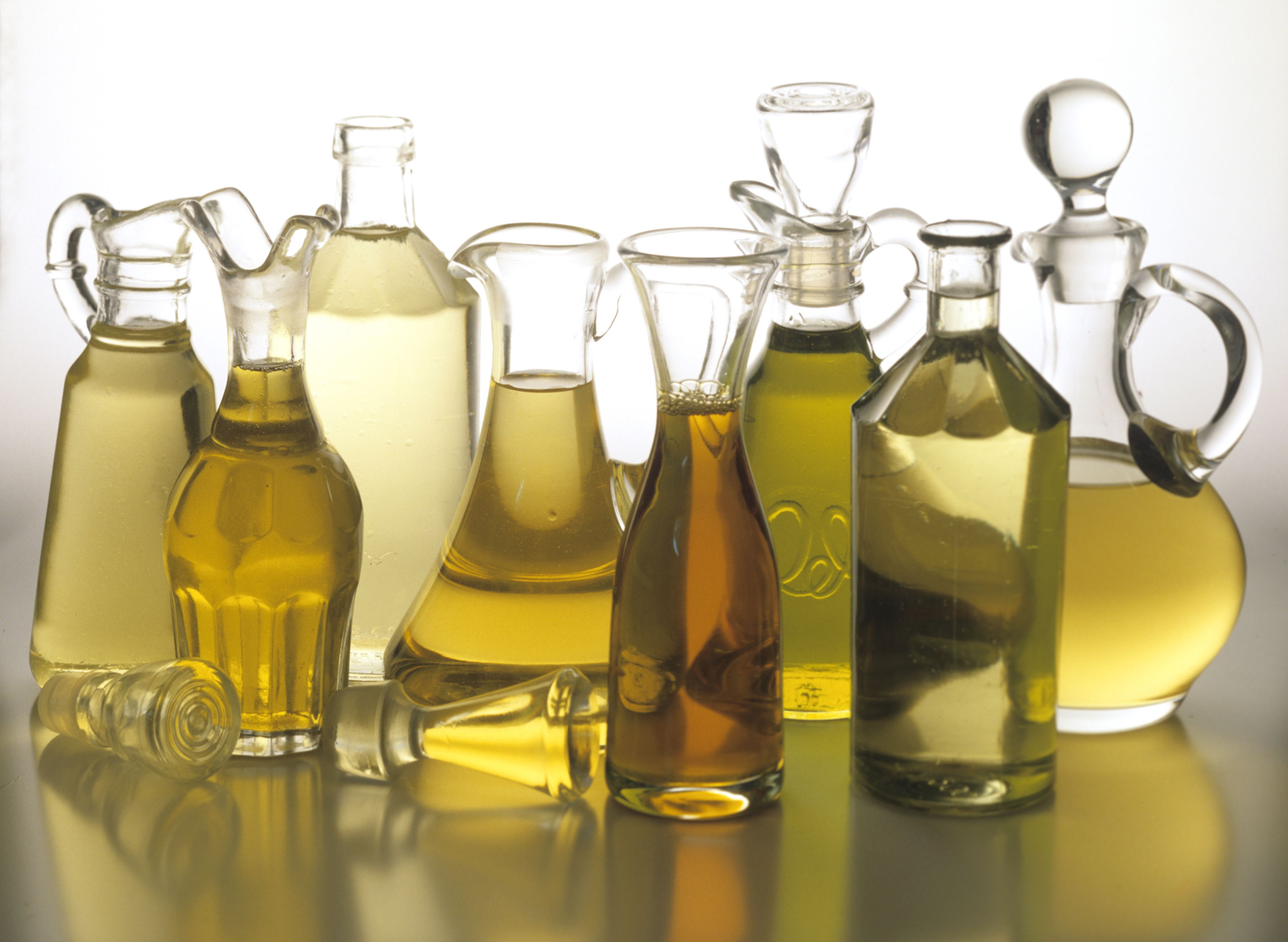
В зависимости от сырья, метода извлечения, степени очистки и других факторов растительные масла имеют различную окраску и оттенки

Расти́тельные масла́, растительные жиры — продукты, извлекаемые из растительного сырья и состоящие из триглицеридов жирных кислот и сопутствующих им веществ (фосфолипиды, свободные жирные кислоты, воски, стеролы, вещества, придающие окраску и др.).

## Общая характеристика
Растительные масла являются важным пищевым продуктом. При относительно низкой себестоимости они обладают высокой пищевой ценностью, многие содержат незаменимые питательные вещества. Физиологической нормой потребления растительного масла считается 9-10 кг в год на человека, в виде пищевого продукта или в составе других жировых продуктов (маргарина, майонеза и др.) Растительные масла принято называть по виду исходного сырья, из которого они получены.

## Сырьё
Сырьём для получения растительных масел служат:
- Семена масличных растений (подсолнечник, соя, рапс, хлопчатник, лён, кунжут, расторопша, чёрный тмин, горчица, мак, конопля);
- Плоды масличных растений (пальмы, оливки);
- Маслосодержащие отходы переработки растительного сырья (зародыши пшеницы, кукурузы, риса, плодовые косточки вишни, винограда, абрикоса, семена арбуза, семена дыни, томатов, тыквы, пихта, облепиха);
- Орехи (макадамия, пекан, кедр, бразильский, грецкий, фисташка, кокос, фундук, миндаль)

## Классификация растительных масел

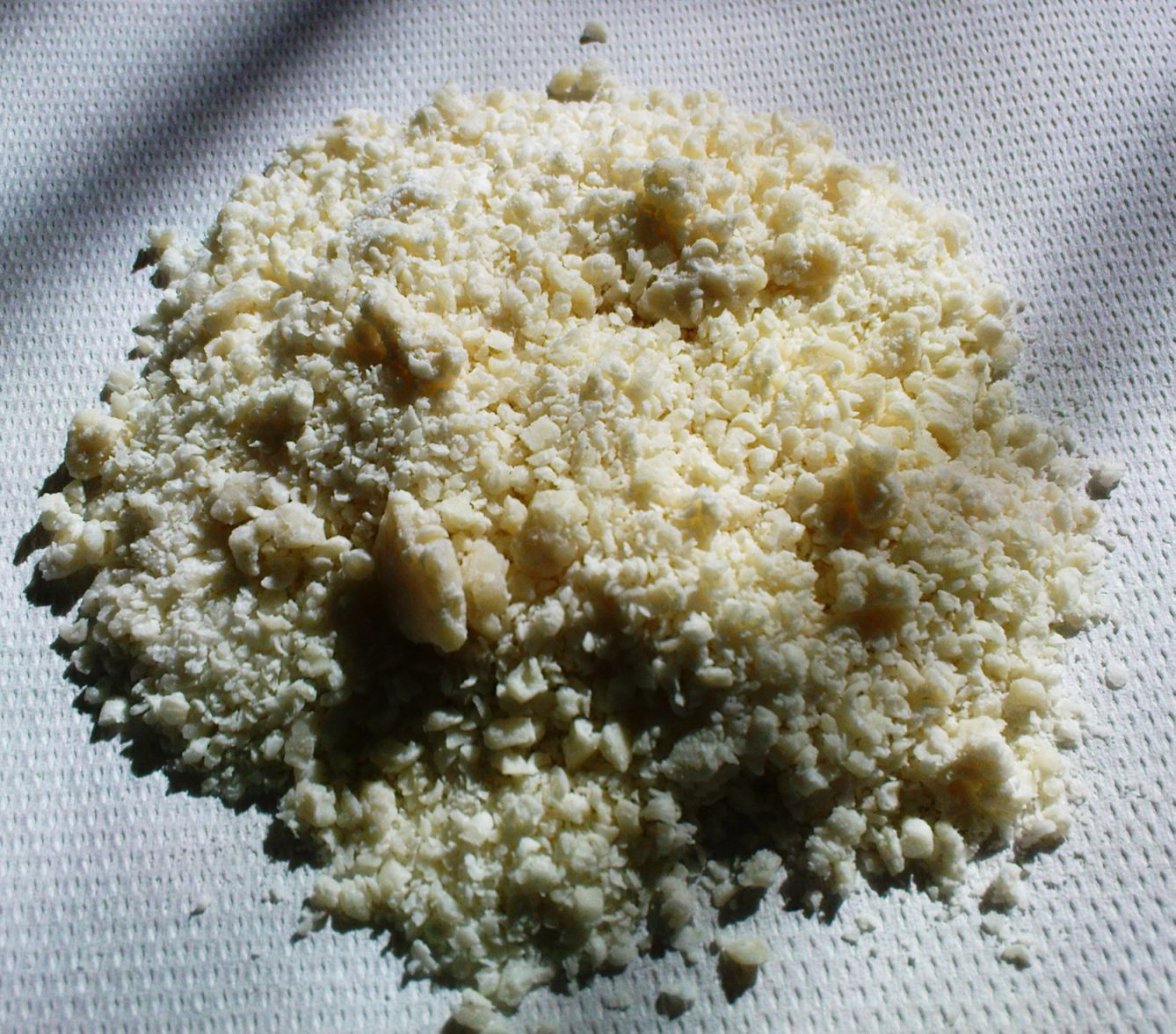
Одно из немногих твёрдых растительных масел — масло какао-бобов (какао-масло)

### По происхождению
- масла из семян;
- из мякоти плодов.

### По консистенции
- твёрдые (какао-масло, кокосовое, пальмоядровое);
- жидкие (арахисовое, кукурузное, льняное, оливковое, пальмовое, подсолнечное, рапсовое, соевое).

### По способности образовывать плёнки при высыхании
- высыхающие — окисляются на воздухе и образуют гладкие, прозрачные, смолоподобные эластичные плёнки, нерастворимые в органических растворителях (конопляное, льняное, тунговое);
- полувысыхающие — медленно образующие мягкие, липкие плёнки (кукурузное, маковое, подсолнечное, соевое);
- невысыхающие — не образуют плёнок и не загустевают при нагревании (арахисовое, горчичное, какао-масло, пальмовое, пальмоядровое, оливковое, рапсовое).

### По содержанию определённых жирных кислот
- лауриновая группа, масла которой содержат лауриновую и другие низкомолекулярные кислоты (кокосовое и пальмоядровое масла);
- эруковая группа — масла, содержащие эруковую, нервоновую, эйкозеновую кислоты (рапсовое высокоэруковое, горчичное, сурепное);
- пальмитиновая группа — масла этой группы характеризуются высоким содержанием пальмитиновой кислоты (пальмовое, хлопковое, какао-масло);
- олеиновая группа включает масла с наибольшим содержанием олеиновой кислоты (оливковое, высокоолеиновое подсолнечное, овсяное, арахисовое, абрикосовое, сафлоровое, рисовое, фисташковое, авокадо);
- олеиново-линолевая группа — масла этой группы содержат олеиновую и линолевую кислоты в сопоставимых количествах (кунжутное, вишнёвое);
- линолевая группа — в составе масел этой группы преобладает линолевая кислота (подсолнечное, кукурузное, конопляное, тыквенное, кедрового ореха, масло зародышей пшеницы, масло виноградных косточек);
- α-линоленовая группа включает масла с повышенным содержанием α-линоленовой кислоты (льняное, низкоэруковое рапсовое, рыжиковое, горчичное, сурепное, пшеничное, соевое, масло шиповника);
- γ-линоленовая группа — масла огуречника, семян чёрной смородины.

## Получение масла
Для извлечения растительных масел применяют прессовый и экстракционный способы, а также их комбинации: двойное прессование, прессование с последующей экстракцией.
Прессовый способ используют для предварительного (форпрессование) и окончательного съёма масла. Применяют шнековые прессы, которые можно разделить на 3 группы: прессы для предварительного съёма масла (форпрессы), прессы для окончательного отжима (экспеллеры), прессы двойного назначения. Подготовка семян к прессованию заключается в отделении оболочки от ядра (обрушивание, сепарирование, аспирация), измельчении ядер (разрушение клеточной структуры с получением мятки), влаготепловой обработке (для ослабления сил, удерживающих масло с поверхностью мятки с образованием мезги). Масло горячего прессования получают из сырья, прошедшего тепловую обработку в жаровнях, где масло вытесняется из семян водой. При холодном прессовании подогрев не используется. Масло холодного отжима сохраняет натуральный запах и вкус, но нуждается в дополнительной фильтрации для удаления мути, состоящей из белков и слизистых веществ масличного сырья. Холодное прессование применяется для получения масла из оливок, кедровых орехов, фруктовых косточек. После холодного отжима в сырье остаётся до 20 % жира, поэтому оно подвергается повторному, горячему прессованию.
Однако технология прессования не обеспечивает полного извлечения масла. Оставшееся после прессования масло извлекают экстракцией, которая характеризуется большей эффективностью (потери в 1,5—2,5 раза ниже, чем при прессовом). Экстракция заключается в извлечении масла из сырья или прессового жмыха при помощи летучего растворителя — бензина. Извлечение масла осуществляется в экстракционных аппаратах непрерывного действия, при подаче растворителя противотоком к движению сырья. Мисцелла — смесь бензина и масла — на выходе аппарата растворитель содержит 15-17 % масла. После отстаивания мисцелла дистиллируется для отгонки бензина. Затем масло проходит очистку путем фильтрации и рафинацию.

## Очистка

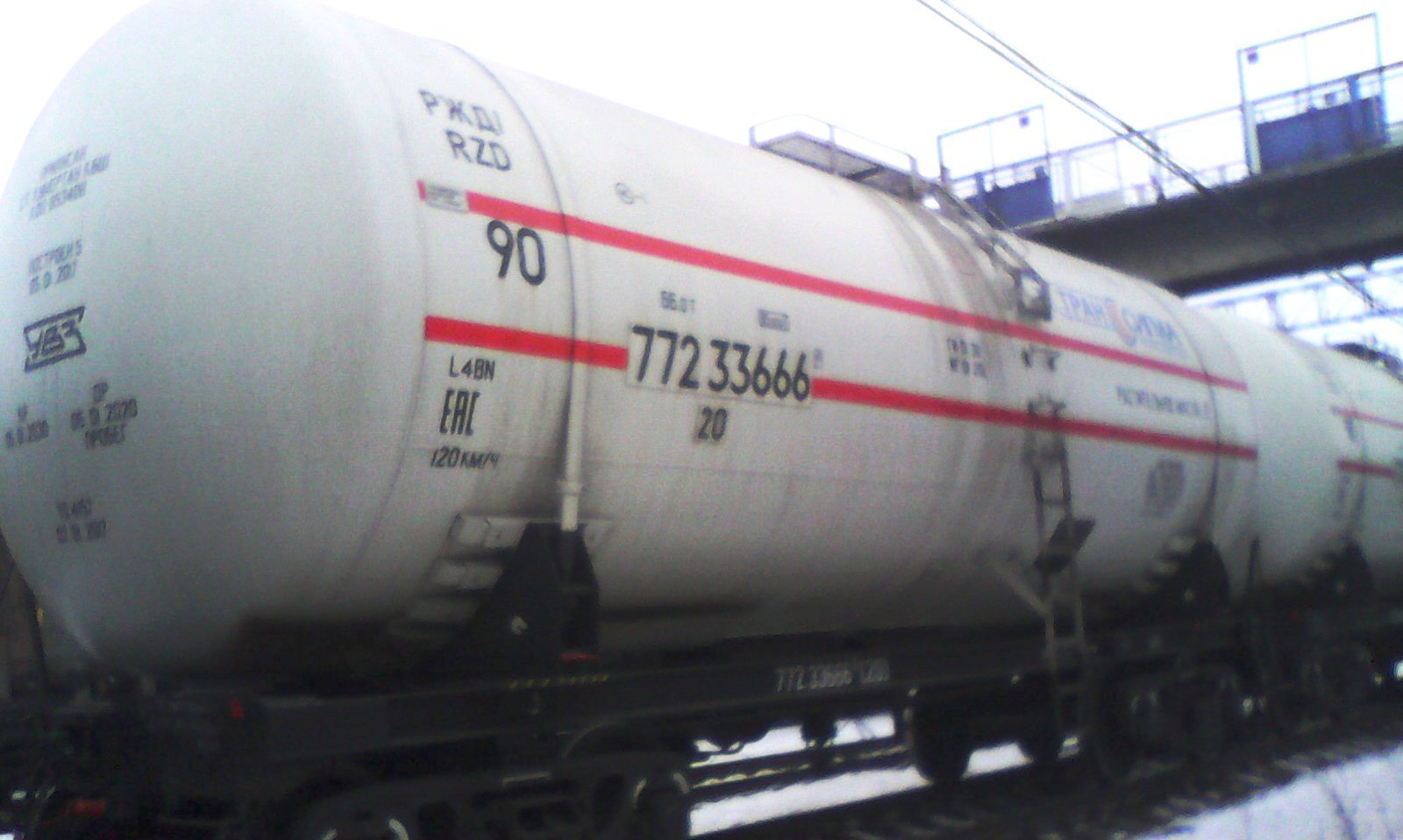
Перевозка растительных масел железнодорожным транспортом осуществляется как упакованными в тару в крытых вагонах, так и наливом в специализированных вагонах-цистернах

Полученные прессовым или экстракционным способом растительные масла содержат сопутствующие вещества, которые определяют качество масла. Для получения масла с хорошим товарным видом, удаления опасных веществ, увеличения срока годности, масла подвергают очистке с помощью целого комплекса методов — рафинации. Полный цикл рафинации жиров и масел состоит из следующих технологических процессов:
- Механическая очистка — отстаивание, фильтрование и центрифугирование для удаления взвешенных примесей из жмыха, пыли и воды.
- Гидратация — обработка масла водой при нагревании до 55-60 °C. При гидратации белковые и слизистые вещества коагулируют и могут быть отфильтрованы. В процессе гидратации из растительных масел удаляются фосфолипиды, так как они способны выпадать в осадок при транспортировке и хранении. В последующем масла могут быть повторно обогащены определёнными группами фосфолипидов.
- Щелочная рафинация (нейтрализация) — обеспечивает связывание и удаление свободных жирных кислот. Масло обрабатывают щёлочью при нагреве, затем сливают мыльный осадок и промывают водой. Дистилляционная (бесщелочная) нейтрализация — обеспечивает одновременное удаление из масел свободных жирных кислот и одорирующих веществ (вещества, придающие вкус и запах).
- Адсорбционная рафинация (отбеливание) — обесцвечивание, или осветление, масел, то есть удаление пигментов при помощи адсорбентов. Кроме этого, удаляются фосфолипиды, белки, остаточное количество мыла.
- Дезодорирование — удаление из масла летучих веществ, придающих запах и вкус. Дезодорированные масла не имеют вкуса и запаха и в большей степени подходят для жарки, а также для производства кулинарных и кондитерских жиров и консервных масел. Ароматические вещества отгоняются в дезодораторе паром при температуре 210—230 °C. На этом этапе в масло добавляют 0,02-0,04 % лимонной кислоты, препятствующей окислению и улучшающей вкус.
- Винтеризация (вымораживание) — связывание и удаление восков и воскообразных веществ. В результате масло приобретает товарный вид, так как воски при хранении образуют заметную муть. Воски удаляют помешиванием при охлаждении до 10-12 °C. Вымороженное масло не даёт осадка при охлаждении вплоть до 5 °C.

В зависимости от назначения масло может проходить полный или неполный цикл рафинации.

## Состав растительных масел
Триглицериды составляют главную массу (до 95—98 %) липидов масличных плодов и семян. Они являются сложными эфирами глицерина и жирных кислот. Карбоновые кислоты — органические вещества, содержащие одну или несколько карбоксильных групп, соединённых с углеводородным радикалом.
Жирные кислоты, входящие в состав растительных масел, за очень редким исключением, одноосновные с чётным числом атомов углерода — 6, 8, 10, 12, 14, 16, 18. Все триглицериды имеют одинаковую глицериновую часть, поэтому различие свойств обусловлено только жирными кислотами. Жирные кислоты могут отличаться по следующим параметрам:
- длина цепи (количество атомов углерода);
- количество и положение двойных связей;
- положение в молекуле триглицерида.

Изменение этих характеристик отвечают за химические и физические различия жиров и масел.
Жирнокислотный состав основных видов растительных масел представлен в таблице.
| Жирно-кислотный состав    | Наименование жирной кислоты | Оливковое масло | Соевое масло | Подсолнечное масло | Подсолнечное высоко-олеиновое масло | Рапсовое масло низкоэруковое (не более 5 %) | Пальмовое масло | Масло какао | Пальмо-ядровое масло | Кокосовое масло | Молочный жир | Говяжий жир | Бараний жир |
| ------------------------- | --------------------------- | --------------- | ------------ | ------------------ | ----------------------------------- | ------------------------------------------- | --------------- | ----------- | -------------------- | --------------- | ------------ | ----------- | ----------- |
| C4:0                      | масляная                    |                 |              |                    |                                     |                                             |                 |             |                      |                 | 2,0—4,2      |             |             |
| C6:0                      | капроновая                  |                 |              |                    |                                     |                                             |                 |             | до 0,8               | 0,4—0,6         | 1,5—3,0      |             |             |
| C8:0                      | каприловая                  |                 |              |                    |                                     |                                             |                 |             | 2,4—6,0              | 5,8—10,2        | 1,0—2,0      |             |             |
| C10:0                     | каприновая                  |                 |              |                    |                                     |                                             |                 |             | 2,0—5,0              | 4,5—7,5         | 2,0—3,5      |             |             |
| C10:1                     | деценовая                   |                 |              |                    |                                     |                                             |                 |             |                      |                 | 0,2—0,4      |             |             |
| C12:0                     | лауриновая                  |                 |              | до 0,1             |                                     |                                             | 0,1—0,4         |             | 41,0—55,0            | 43,0—51,0       | 2,0—4,0      |             | 0,1—0,6     |
| C14:0                     | миристиновая                | 0,0—0,05        | до 0,2       | до 0,2             |                                     | до 0,3                                      | 0,5—2,0         | до 0,7      | 14,0—18,6            | 16,0—21,0       | 8,0—13,0     | 3,0—3,3     | 2,2—3,0     |
| C14:1                     | миристолеиновая             |                 |              |                    |                                     |                                             |                 |             |                      |                 | 0,6—1,5      | 0,4—0,6     | 0,2—0,8     |
| C16:0                     | пальмитиновая               | 7,5—20,0        | 8,0—13,3     | 5,0—7,6            | 4,2—4,6                             | 2,5—6,3                                     | 39,0—46,8       | 24,0—25,2   | 6,5—10,0             | 7,5—10,0        | 22,0—33,0    | 24,0—29,0   | 23,6—30,5   |
| C16:1                     | пальмитолеиновая            | 0,3—3,5         | до 0,2       | до 0,3             |                                     | до 0,6                                      | до 0,6          |             | до 1,0               | 0,2—1,5         | 1,5—2,0      | 2,4—2,7     | 1,2—1,3     |
| C18:0                     | стеариновая                 | 0,5—5,0         | 2,4—2,5      | 2,7—6,5            | 4,1—4,8                             | 0,8—2,5                                     | 3,5—6,0         | 34,0—35,5   | 1,0—3,5              | 2,5—4,0         | 9,0—13,0     | 21,0—24,9   | 20,1—31,7   |
| C18:1                     | олеиновая                   | 55,0—83,0       | 17,7—26,1    | 14,0—39,4          | 61,0—69,8                           | 50,0—65,0                                   | 36,7—43,0       | 37,0—41,0   | 12,0—19,0            | 5,0—10,0        | 22,0—32,0    | 35,5—42,0   | 35,4—41,4   |
| C18:2                     | линолевая                   | 3,5—21,0        | 49,8—57,1    | 48,3—74,0          | 21,9—28,4                           | 15,0—25,0                                   | 6,5—12,0        | 1,0—4,0     | 0,8—3,0              | 1,0—2,5         | 3,0—5,5      | 2,0—5,0     | 2,8—3,9     |
| C18:3                     | линоленовая                 |                 | 5,5—9,5      | до 0,3             |                                     | 7,0—15,0                                    | до 0,5          | до 0,2      | до 1,0               | до 0,5          | до 1,5       |             |             |
| C20:0                     | арахиновая                  | 0,0—0,6         | 0,1—0,6      | 0,1—0,5            | до 0,7                              | 0,1—2,5                                     | до 1,0          |             | до 1,0               | до 0,5          | до 0,3       | до 0,4      |             |
| C20:1                     | гадолеиновая                | 0,0—0,4         | до 0,3       | до 0,3             | до 0,5                              | 0,1—4,0                                     |                 |             | до 1,0               | до 0,5          |              |             |             |
| C20:2                     | эйкозадиеновая              |                 |              |                    |                                     | до 1,0                                      |                 |             |                      |                 | до 1,0       |             |             |
| C22:0                     | бегеновая                   | 0,0—0,2         | 0,3—0,7      | 0,3—1,5            | 0,7—1,2                             | до 1,0                                      |                 |             | до 1,0               | до 0,5          |              |             |             |
| C22:1                     | эруковая                    |                 | до 0,3       | до 0,3             |                                     | до 5,0                                      |                 |             | до 1,0               | до 0,5          |              |             |             |
| C22:2                     | докозадиеновая              |                 |              | до 0,3             |                                     | до 0,5                                      |                 |             |                      |                 |              |             |             |
| C24:0                     | лигноцериновая              | 0,0—0,2         | до 0,4       | до 0,5             |                                     | до 0,2                                      |                 |             | до 1,0               | до 0,5          |              |             |             |
| C24:1                     | нервоновая                  |                 |              |                    |                                     | до 0,5                                      |                 |             | до 0,1               |                 |              |             |             |
| Температура плавления, °C | Температура плавления, °C   | −6              | −20…−23      | −18…−20            | +4,4…+7,2                           | −9                                          | +33…+39         | +31…+35     | +23…+26              | +22…+29         | +28…+36      | +42…+52     | +44…+55     |

Из таблицы видно, что чем больше содержание насыщенных жирных кислот с 16 и особенно 18 атомами углерода, тем выше температура плавления масла или жира.
Кроме триглицеридов, в состав природных масел входят сопутствующие вещества и примеси, которые переходят в масло при его извлечении или переработке. Они присутствуют в малых количествах, однако существенно влияют на их свойства: фосфолипиды, воски, красящие вещества, стеролы, жирорастворимые витамины (A, D, E, K), свободные жирные кислоты, остатки мыла, катализатора.

### Модификация растительных масел
Большинство природных растительных масел и жиров имеют ограниченное применение в своем естественном виде из-за специфического состава, свойств. Чтобы расширить применение таких масел, их подвергают различным модификациям, наиболее известными из которых являются переэтерификация, гидрогенизация, фракционирование.
Гидрогенизация — процесс частичного или полного насыщения водородом непредельных связей ненасыщенных жирных кислот триглицеридов, входящих в состав растительных масел. Проводится для превращения жидких масел в твёрдые (подбор условий процесса позволяет получать саломасы различной степени твёрдости), что позволяет расширить сферу их применения (гидрогенизированные жиры используются в кондитерской и хлебобулочной промышленности).
Переэтерификация — процесс перераспределения ацильных групп в триглицеридах масла без изменения жирнокислотного состава триглицеридов. Добавление переэтерифицированных жиров в жировую основу спреда способствует улучшению структурно-механических характеристик (в охлаждённом виде легче намазывается, чем сливочное масло).
Фракционирование — разделение растительных масел термомеханическим способом на фракции с различной температурой плавления.

### Пищевая ценность растительных масел
В растительных маслах содержатся биологически активные компоненты: моно- и полиненасыщенные жирные кислоты, фосфолипиды, фитостерины, витамины.
| Вид масла                            | Всего жира (г) | Насыщенный жир (г) | Мононенасыщенный жир (г) | Полиненасыщенный жир (г) | Температура дымообразования |
| ------------------------------------ | -------------- | ------------------ | ------------------------ | ------------------------ | --------------------------- |
| Рапсовое масло                       | 100            | 7                  | 63                       | 28                       | 205 °C (401 °F)             |
| Кокосовое масло                      | 100            | 86                 | 6                        | 2                        | 177 °C (351 °F)             |
| Кукурузное масло                     | 100            | 15                 | 30                       | 55                       | 230 °C (446 °F)             |
| Оливковое масло                      | 100            | 14                 | 73                       | 11                       | 190 °C (374 °F)             |
| Арахисовое масло                     | 100            | 17                 | 46                       | 32                       | 225 °C (437 °F)             |
| Рисовое масло                        | 100            | 25                 | 38                       | 37                       | 250 °C (482 °F)             |
| Соевое масло                         | 100            | 16                 | 23                       | 58                       | 257 °C (495 °F)             |
| Подсолнечное масло                   | 100            | 11                 | 20                       | 69                       | 225 °C (437 °F)             |
| Подсолнечное масло (высокоолеиновое) | 100            | 12                 | 84                       | 4                        |                             |

Жиры служат наиболее концентрированными источниками энергии. За счёт жиров обеспечивается около 80 % энергетических запасов в организме человека. Жиры являются источником пищевых веществ — полиненасыщенных жирных кислот, жирорастворимых витаминов, фосфолипидов, витаминов.
Полиненасыщенные жирные кислоты принимают участие в синтезе структурных компонентов клеточных мембран, отвечающих за нормальное функционирование последних и их устойчивость к повреждающим воздействиям, ускоряют метаболизм холестерина в печени и помогают его выведению из организма, оказывают нормализующее действие на стенки кровеносных сосудов, повышая их эластичность и снижая проницаемость. Недостаток этих кислот способствует тромбозу коронарных сосудов.
Фосфолипиды участвуют в регуляции жирового обмена, формируют защитные свойства клеточных мембран, обеспечивают нормальный рост и размножение клеток, участвуют в формировании структуры нервной ткани, клеток печени и клеток мозга, выведении из организма холестерина, снижают образование продуктов окисления в сыворотке крови.
Фитостерины способствуют снижению уровня холестерина в крови. В растительных маслах присутствуют провитамины витамина A (ретинол), витамин E (токоферолы). β-каротин (провитамин A) проявляет антиоксидантные свойства, повышает защитные свойства организма против воздействия радиационного облучения, образования злокачественных опухолей, выступает как восстановитель токоферолов. Основные функции токоферолов в организме связаны с их сильными антиоксидантными свойствами, благодаря которым они защищают полиненасыщенные жирные кислоты, ферменты, и витамины от окисления, защищают биологические мембраны, активизируют синтез многих белков, систематическое потребление витамина E снижает риск ишемической болезни сердца, инфаркта миокарда, инсульта, сахарного диабета.
Недостаток жиров в пище может привести к ухудшению здоровья, так как они участвуют в образовании ряда гормонов в организме человека.
Для получения всех необходимых организму веществ не стоит отдавать предпочтение какому-то одному виду масла: масла лучше комбинировать и чередовать.

### Фальсификация растительного масла
Дорогие растительные масла — оливковое, кукурузное, подсолнечное — иногда фальсифицируют, добавляя в них дешёвые масла, например, рапсовое или соевое. В качестве таких добавок используют рафинированные дезодорированные масла, практически не имеющие цвета, вкуса и запаха. Органолептическими методами обычно невозможно отличить подделку от подлинного масла. Для выявления фальсификата необходимо лабораторное исследование жирнокислотного состава масла.